# Denario

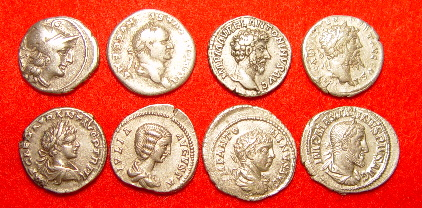
in alto: ca 157 a.C. Repubblica romana, ca 73 d.C. Vespasiano, ca 161 Marco Aurelio, ca 194 Settimio Severo;
in basso: ca 199 Caracalla, ca 200 Giulia Domna, ca 219 Eliogabalo, ca 236 Massimino Trace

Il denario (denarius) o denaro era una piccola moneta d'argento del sistema monetario dell'antica Roma.
La parola viene da deni (il decimo di una serie), la stessa radice dell'inglese ten e del tedesco zehn. Indica 10 assi, il valore originale della moneta, come indicato dal segno X presente nelle prime emissioni.

## Introduzione del denario
Secondo l'opinione più diffusa attualmente tra gli studiosi, nel 211 a.C., durante la Seconda guerra punica, fu battuta una moneta dal valore di 10 assi chiamata "denario", il cui nome significa appunto "contiene dieci". I denari sono datati al 211 poiché denari fior di conio sono stati rinvenuti, durante scavi archeologici, nella città siciliana di Morgantina, distrutta proprio in quell'anno durante la seconda guerra punica; si è perciò ipotizzato che quelle monete siano state coniate in quell'anno o poco prima.
I primi denari pesavano 4,55 g, quanto 1/72 di libbra romana, e presentavano al dritto la testa di Roma elmata e al rovescio i Dioscuri a cavallo con legenda ROMA. In un secondo momento il peso fu abbassato a 3,9 g.
Verso il 142 a.C. il suo valore fu posto a 16 assi; la differenza fu indicata anche con il cambiamento del simbolo che da X divenne XVI, prima in esteso poi in monogramma.
I nuovi denari, dal peso di 3,9 g, presentano al dritto la testa di Roma, mentre al rovescio la lupa con Romolo e Remo lattanti; dietro un albero di fico, in esergo la legenda ROMA.
Il peso rimase pressoché invariato fino alla riforma di Nerone del 64 d.C., che lo abbassò a 3,4 g.
Sotto Marco Aurelio il peso fu portato a 2,36 g, mentre sotto Settimio Severo a 1,7 g. Dopo il caos monetario dell'anno 250 il suo peso era di 0,17 g, dopo di che Aureliano introdusse il nummo (equivalente a 5 denarii). Verso il 300 il cambio del denario con l'aureo era di 1 600 denari per un aureo, dopo di che sotto Costantino i denari non furono più coniati, e nel 338 il cambio dei residui denari fu di 150 000 denari per un aureo.

## Il problema della datazione del primo denario
Dopo la guerra contro Annibale, il denaro in circolazione fu “demonetizzato” cioè ritirato e fuso. Furono coniate nuove monete secondo il nuovo sistema del denario.
Lo stesso accadde per le monete non romane d'argento e di bronzo, creando nuove zecche in Italia, Spagna, Sardegna e Sicilia.
La data di queste riconiazioni, e l'introduzione del denario, è ancora dibattuta, ma alcune testimonianze siciliane potrebbero chiarire il quadro. 
I denari più antichi furono rinvenuti a Morgantina, che secondo Livio fu distrutta nel 211. Le monete puniche ritrovate con tracce di riconiazione devono essere precedenti al 210, quando i Cartaginesi furono cacciati dall'isola.
Tutti questi elementi fanno pensare che la prima coniazione abbia avuto origine in Sicilia nel 212 o nel 211 a.C. e che il denario fosse stato introdotto quindi negli anni centrali della guerra contro Annibale.

## I denari serrati
Il termine serrato viene dal latino  serrare = segare ed indica una moneta dal bordo seghettato. A Roma furono emessi denari serrati in diversi periodi. Il significato di questa scelta non è chiaro. Secondo Tacito (Germania, c.5) i serrati erano particolarmente apprezzati dai Germani. Sicuramente su queste monete era più difficile effettuare l'operazione, detta "tosatura", con cui si toglieva parte del metallo, diminuendone così la quantità di metallo prezioso.

## Il quinario
Il quinario (latino quinarius) era una piccola moneta romana d'argento il cui valore era pari a metà denario.
Il quinario fu battuto per un breve periodo, accanto al sesterzio d'argento, dopo l'introduzione del denario nel 211 a.C. In questo momento il quinario era valutato 5 assi.

## Il denario come strumento di propaganda
| Sesto Pompeo. ca. 137 a.C.              | Sesto Pompeo. ca. 137 a.C.                                                                                                  |
| --------------------------------------- | --- |
|                                         | |
| Roma dx. Dietro vaso, sotto il mento X. | SEX•POM•FOSTLVS; la lupa capitolina che allatta Romolo e Remo, a sinistra pastore a destra picchio su fico; ROMA in esergo. |

|                                         |                                            |
| Roma dx. Dietro vaso, sotto il mento X. | Lupa capitolina che allatta Romolo e Remo. |
| AR, ca. 137 a.C. (da Eckhel)            |                                            |

| Bruto                       | Bruto               |
| --------------------------- | ------------------- |
|                             |                     |
| Servilio Ahala.             | Lucio Giunio Bruto. |
| AR; ca. 54 a.C. (da Eckhel) |                     |

I primi denari emessi non mostravano alcuna indicazione che li potesse far collegare al magistrato monetario che ne aveva curato l'emissione. Queste monete sono comunemente definite dai numismatici  "denari anonimi".
In una seconda fase cominciarono ad apparire simboli che permettevano di identificare in qualche modo il magistrato responsabile (ancora, prua di nave, vittoria, martello, punta di lancia). Più tardi i simboli furono sostituiti da lettere o monogrammi, probabilmente le iniziali del magistrato. Infine, anche se in forma abbreviata appaiono nomi che in qualche modo ci permettono di risalire all'identità a volte, ma quasi sempre alla gens di appartenenza.
I tipi in questa fase presentano sempre la testa elmata di Roma al dritto. Al rovescio inizialmente sono rappresentati i Dioscuri, poi questi vengono alternati con bighe guidate di volta in volta da varie divinità: Diana, Vittoria, Giove.
L'uso della moneta come strumento di propaganda risale alla nascita stessa della moneta. Nel mondo greco le polis usavano rappresentare nelle monete gli dei protettori della città, (Atena, Acheloo, le ninfe Partenope e Aretusa). Altre città usavano altre immagini rappresentative: la rosa (rhodon) di Rodi, l'ape (melita) per Melitæ, il gomito (ankon) ad Ancona. Solo in età ellenistica vengono raffigurati uomini viventi: i re delle dinastie macedoni.
A Roma l'accento era inizialmente posto sull'esaltazione della città.  Nella seconda metà del II secolo a.C. i magistrati monetari iniziano invece ad esaltare la gens di appartenenza ed appaiono nuove rappresentazioni.
Uno dei primi denari con una nuova iconografia è quello di Sesto Pompeo qui raffigurato. Mentre al diritto si ha sempre la testa della dea Roma, cioè l'immagine deificata della città, al rovescio è rappresentata una scena della tradizione romana: il pastore Faustolo, il cui nome è riportato in alto sulla sinistra, trova i gemelli Romolo e Remo allattati dalla lupa capitolina, sotto il fico ruminale. Un picchio, che avrebbe portato del cibo, si trova sull'albero. Il nome del magistrato è qui indicato per esteso.
Fino alla fine della repubblica si ha uno straordinario fiorire di tipi che esaltano le ascendenze o supposte tali del magistrato monetario.
Titurio Sabino ci presenta l'immagine di Tito Tazio, Bruto, il futuro assassino di Cesare, le immagini dei suoi pretesi antenati Lucio Giunio Bruto e Servilio Ahala, Gneo Cornelio Blasio usa invece l'immagine dell'Africano.

## Il denario durante l'impero
Il denario continuò ad essere la principale moneta dell'impero fino a che non fu sostituito dall'antoniniano nella metà del III secolo d.C. Inizialmente l'argento usato era il più puro compatibilmente con le tecniche dell'epoca, ma gradualmente cambiò secondo le circostanze politiche ed economiche.
Anche quando il denario non fu più emesso con regolarità, fu ancora usato come unità di conto.
L'aureo d'oro sembra essere stato prevalentemente una moneta di conto, una denominazione raramente frequente nelle transazioni comuni, a causa del suo alto valore. I numismatici pensano che l'aureo fosse usato per pagare gratifiche alle legioni alla salita al potere di un nuovo imperatore. Valeva 25 denari.
1 aureo d'oro = 2 quinarii d'oro = 25 denari d'argento = 50 quinari d'argento = 100 sesterzi di bronzo = 200 dupondi di bronzo = 400 assi di rame = 800 semissi di rame  = 1 600 quadranti di rame

## Il valore del denario
È difficile dare un valore attuale al denario. Il problema è reso più complicato anche dal fatto che cambiò sensibilmente di peso e di valore durante il lungo periodo della sua circolazione, dalla Roma repubblicana all'Impero.
Gli storici classici di regola affermano che nella tarda repubblica e nel primo impero la paga giornaliera per un lavoratore era di un denario. Esistono inoltre delle informazioni sulla paga dei militari, secondo il grado rivestito: un legionario guadagnava 120 denari all'anno nel II secolo a.C., 225 sotto Augusto, 300 sotto Domiziano, 600 sotto Caracalla, segno evidente della progressiva svalutazione del denario.
In diversi testi antichi vengono riportate, qua e là, informazioni su ciò che si poteva comprare con un denario. Per esempio, in una parabola del Vangelo di Matteo (cap. 20) viene offerta ai lavoratori agricoli la paga di un denario al giorno, che doveva essere una paga comune ai tempi di Gesù.
Altre informazioni provengono dagli scavi archeologici: in particolare, a Pompei sono stati ritrovati vari listini di esercizi commerciali (tabernae) che danno un'idea del valore del denario nel I secolo.

## L'eredità del denario
Anche dopo la fine dell'Impero romano d'Occidente, diverse monete ripresero il nome del denarius, con adattamenti linguistici di vario genere.
Nel mondo islamico, il dinar (دينار) fu coniato per la prima volta in età omayyade dal califfo ‘Abd al-Malik b. Marwān nel secondo decennio dell'VIII secolo. Lo stesso nome fu attribuito a una moneta dell'Impero ottomano e ancora oggi è impiegato per la propria moneta da diverse nazioni arabe (Algeria, Tunisia, Iraq, Bahrein, Giordania ecc.) e non solo (Serbia, Macedonia) (v. dinaro).
In Europa occidentale, nel Medioevo Carlomagno creò la propria versione del denario (chiamata in francese denier), mentre più tardi Sancho III di Navarra (XI secolo) creò il dinero spagnolo e Alfonso I del Portogallo (XII secolo) il dinheiro portoghese.
Un'eredità del denario è anche l'uso della lettera d come abbreviazione del penny britannico prima del 1971 (oltre che del denier francese).